# Кочер, Фабьен
Фабьен Кочер (фр. Fabienne Kocher; род. 13 июня 1993) — швейцарская дзюдоистка, бронзовый призёр чемпионата мира 2021 года. Участница II Европейских игр 2019 года. 

## Биография
Фабьен Кочер с 2014 года регулярно принимала участие в чемпионатах мира по дзюдо. Изначально выступала в весовой категории до 57 кг, а в 2018 году перешла в категорию до 52 килограмм. 
В 2019 году она представляла Швейцарию в весовой категории до 52 кг на II Европейских играх 2019 года, проходивших в Минске. Во втором поединке она выбыла из борьбы, уступив именитой спортсменке из Косово Майлинде Кельменди.
На чемпионате мира 2021 года, который проходил в Венгрии в Будапеште, в июне, Фабьен завоевала бронзовую медаль в весовой категории до 52 кг, победив в схватке за третье место португальскую спортсменку Джоанну Рамос. Эта медаль - вторая для Швейцарии на чемпионатах мира в женском дзюдо. 